# Shamshir-e Zomorrodnegar
Shamshir-e Zomorrodnegār (persan : شمشیر زمردنگار, « l'épée cloutée d'Émeraude») est une épée dans la légende persane Shahnameh. La mère d'un démon à cornes hideux appelé Fulad-zereh, une sorcière, y utilise un charme pour rendre son corps invulnérable à toutes les armes, sauf à cette épée spécifique. 
Shamshir-e Zomorrodnegār a été forgé par Kāve pour le prince perse légendaire Milad. Après la mort de Milad, selon le Shahnameh, l'épée est soigneusement conservée par Fulad-Zereh, à la fois parce que c'est une arme précieuse, parce que c'est la seule arme qui puisse nuire au démon, et parce qu'elle constitue un talisman efficace. Une blessure infligée par cette épée ne pouvait être guérie que par une potion spéciale faite de plusieurs ingrédients, dont le cerveau de Fulad-Zereh. 